# Osmia grindeliae
Osmia grindeliae är en biart som beskrevs av Cockerell 1910. Osmia grindeliae ingår i släktet murarbin, och familjen buksamlarbin. Inga underarter finns listade i Catalogue of Life.